# Icteria virens
Icteria virens là một loài chim trong họ Parulidae.